# Prionyx kirbii
Prionyx kirbii là một loài côn trùng cánh màng trong họ Sphecidae, thuộc chi Prionyx. Loài này được Vander Linden miêu tả khoa học đầu tiên năm 1827.